# Rezerwat przyrody Stara Ruda
Rezerwat przyrody Stara Ruda – leśny rezerwat przyrody położony na granicy Augustowa i gminy Płaska w województwie podlaskim. Został powołany w 1980 roku. Przedmiotem ochrony są źródliska rzeki Rudawki (otoczone łęgiem jesionowo-olszowym) i fragment borów torfowcowych na południowo-wschodniej granicy ich zasięgu.
Obszar rezerwatu podlega ochronie czynnej.

## Położenie
Rezerwat położony jest na terenie Puszczy Augustowskiej w nadleśnictwie Augustów, przy wschodniej administracyjnej granicy Augustowa, ok. 9 km od centrum miasta, między stawem Sajenko a Kanałem Augustowskim. Zajmuje górną część rynnowej doliny polodowcowej, o łagodnym nachyleniu w kierunku południowo-zachodnim, a także częściowo otaczające ją wyniesienia. Źródliska, dające początek Rudawce wpadającej do stawu Sajenko, znajdują się w górnej części doliny. Nazwa rzeczki i rezerwatu pochodzi od istniejącej dawniej w okolicy rudni, w której od XVII w. do 1911 r. produkowano żelazo z rudy darniowej.
Rezerwat zajmuje powierzchnię 76,12 ha (akt powołujący podawał 83,15 ha).

## Flora
Łęg olszowy występuje głównie w części źródliskowej rezerwatu, rzadziej w części środkowej. W tej części spotyka się też zbiorowiska turzycy prosowej. Największą powierzchnię w rezerwacie zajmuje bór mieszany torfowcowy. Na drzewostan składa się świerk z domieszką brzozy omszonej i olszy. Wstępują też nieduże płaty boru świerkowego torfowcowego z drzewostanem świerkowym i niewielką tylko domieszką brzozy omszonej i olszy czarnej. Na stokach wyniesień wokół doliny rośnie trzcinnikowo-świerkowy bór mieszany z dorodnym drzewostanem sosnowo-świerkowym i domieszką brzozy brodawkowatej, zaś na wierzchowinie wzniesień – bory sosnowe z przewagą młodych drzew ze sztucznego odnowienia zrębów.
W runie występują:
- gatunki borowe: borówka czarna, borówka brusznica, gruszyczka jednostronna
- gatunków lasów liściastych: gajowiec żółty, gwiazdnica gajowa, prosownica rozpierzchła

Warstwa mchów jest bogata i dobrze wykształcona. Tworzy się na głębokich (2–4 m) torfach, w miejscach, gdzie jego powierzchnia jest wyniesiona 15–30 cm nad poziom wody gruntowej. W zespole występują gatunki chronione: wawrzynek wilczełyko, widłak jałowcowaty, wroniec widlasty, listera jajowata i listera sercowata (bardzo rzadka w północno-wschodniej Polsce).

## Fauna
W rezerwacie spotyka się m.in. takie gatunki ptaków jak zimorodek oraz bielik. Występują też duże ssaki: sarny, jelenie, dziki, lisy, jenoty i inne.